# Анна Шнировська
Анна Шнировська (пол. Anna Sznyrowska; нар. 12 листопада 1986, Польща) — польська футболістка, нападниця. Виступала за національну збірну Польщі.

## Клубна кар'єра
Футбольну кар'єру розпочала 2002 року в «Замлиньє» (Радом). Потім перейшла в «Циси» (Наленчув). З 2006 року захищала кольори «Унії» (Ратибор). З 2011 по 2018 виступала за «Гурник» (Ленчна).

## Кар'єра в збірній
Виступала за жіночу молодіжну збірну Польщі (WU-19), за яку провів 19 матчів та відзначився 3-ма голами. У футболці національної збірної Польщі дебютувала 2 липня 2005 року, в якому відзначилася голом. У 2005 році провела два неповних матчі. 